# Ratusz w Mińsku
Ratusz w Mińsku (biał. Ратуша, Ratusza) – ratusz w Mińsku, na Białorusi, klasycystyczny, zburzony w 1857 i zrekonstruowany w 2004.

## Historia
Pierwszy ratusz w Mińsku jest wzmiankowany w 1582 roku za panowania króla Stefana Batorego jednak jego wygląd nie jest znany. W 1744 roku budynek mińskiego ratusza został przebudowany w stylu barokowym i uzyskał formy typowe dla budynków ratuszowych powstałych na terenach wschodnich Rzeczypospolitej w XVIII wieku. Gmachy podobne do niego powstały także w Mohylewie i Witebsku. Ratusz był piętrowy i posiadał wieżę umieszczoną pośrodku fasady. Barkowy budynek został przebudowany przez Kramera w modnym ówcześnie stylu klasycystycznym w 1793 roku. Następnie przebudowano go w 1819 roku, a w poł. XIX wieku został zburzony na polecenie zaborców rosyjskich.
Ratusz odbudowano w 2004 roku.

## Galeria

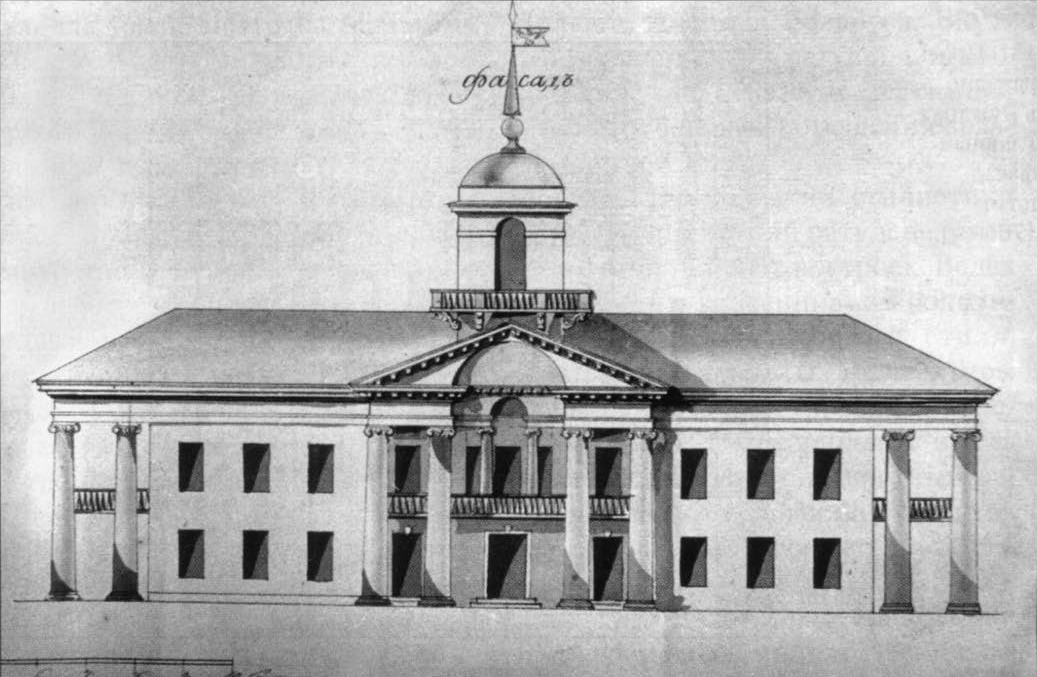
Ratusz w końcu XVIII w.
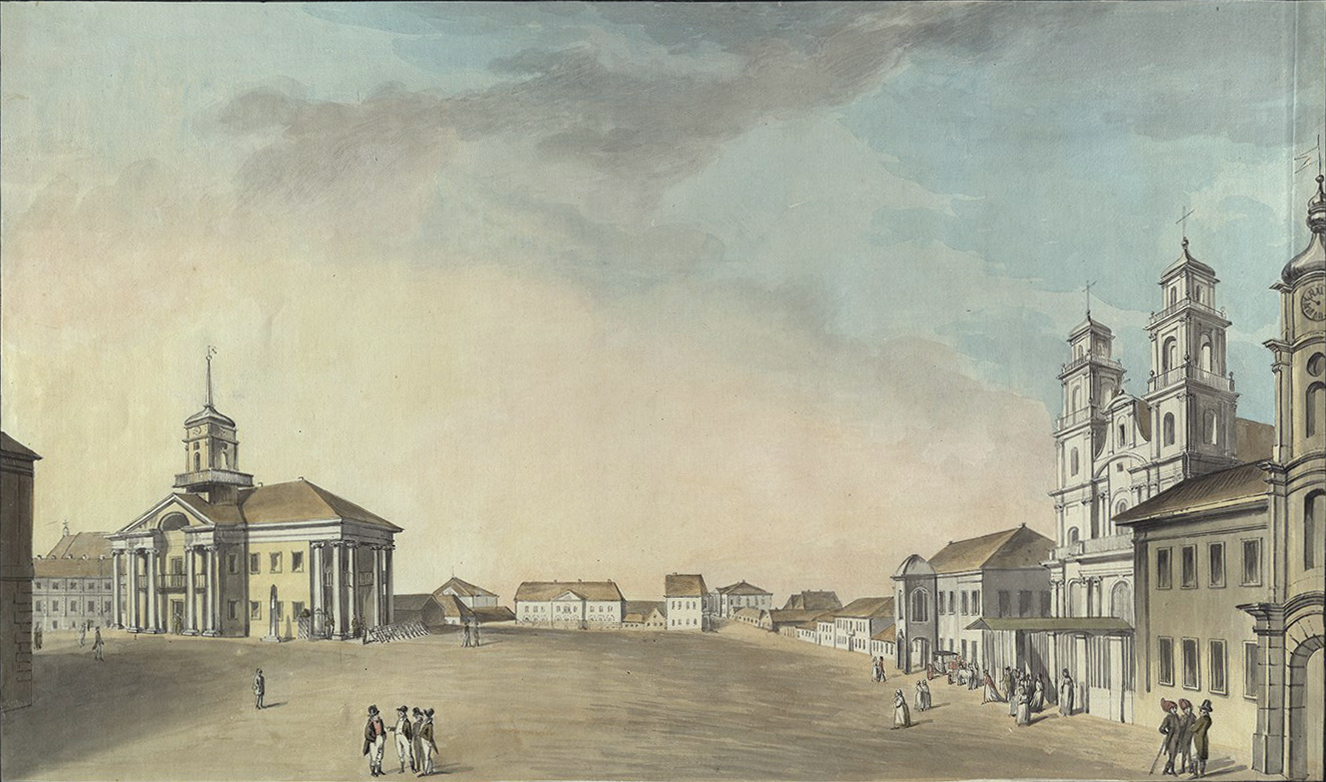
Ratusz (po lewej) w XVIII w. według Józefa Peszka
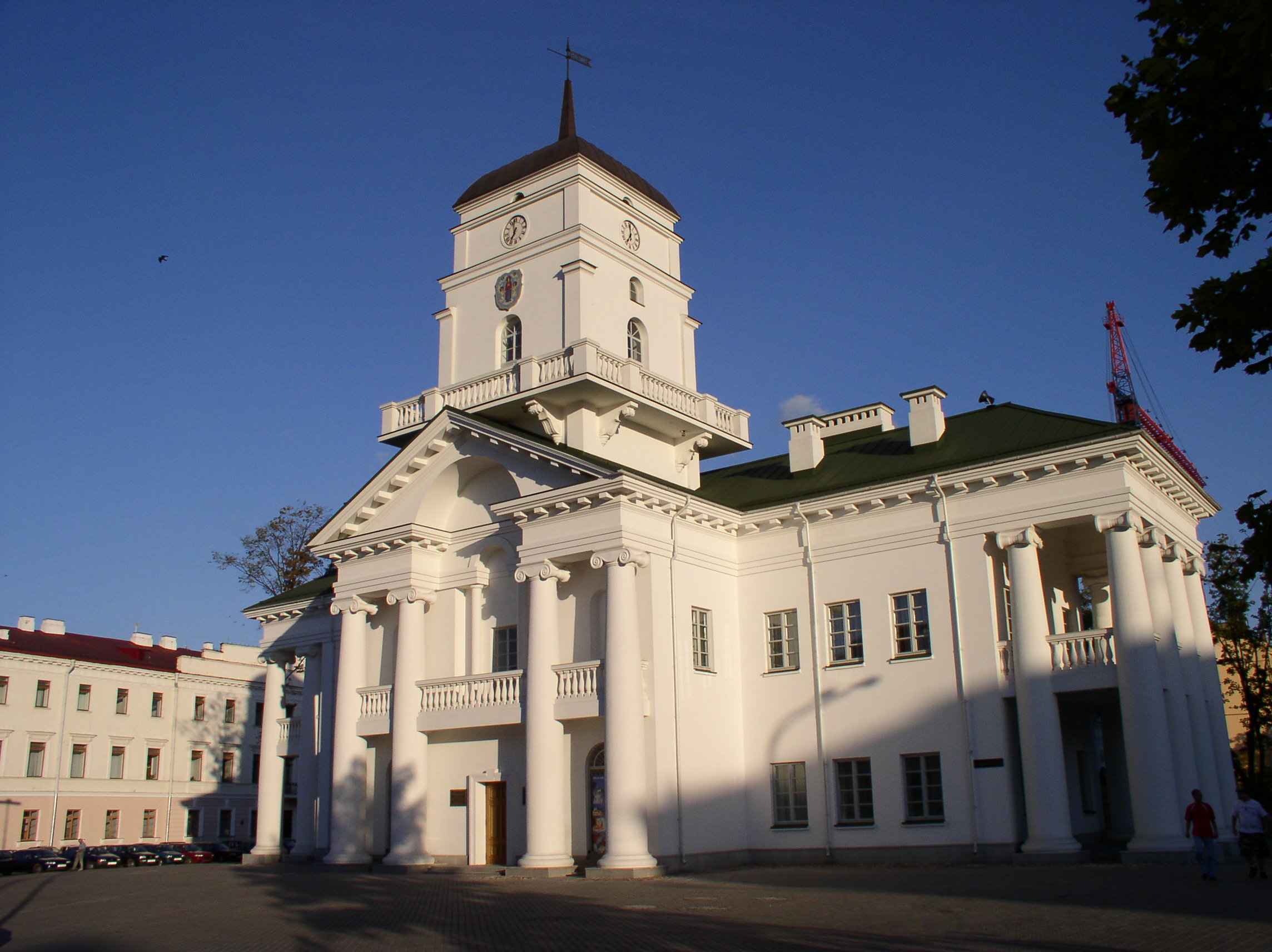
Odbudowany ratusz